# Jarrod Bannister
Jarrod Bannister (* 3. Oktober 1984 in Townsville; † 8. Februar 2018) war ein australischer Speerwerfer.
2006 wurde Bannister Sechster bei den Commonwealth Games in Melbourne. Bei den Weltmeisterschaften 2007 in Osaka schied er in der Qualifikation aus, und bei den Olympischen Spielen 2008 in Peking wurde er Sechster.
2010 belegte Bannister den 4. Platz beim Continental-Cup in Split und siegte bei den Commonwealth Games in Neu-Delhi. Bei den Weltmeisterschaften 2011 in Daegu wurde er Siebter, bei den Olympischen Spielen 2012 in London scheiterte er in der ersten Runde.
Fünfmal holte Bannister den australischen Meistertitel (2007, 2008, 2010, 2011, 2013). Am 29. Februar 2008 stellte er in Brisbane mit 89,02 m den aktuellen Ozeanien-Rekord auf.
2013 wurde Bannister für 20 Monate gesperrt, nachdem er drei Dopingtests innerhalb von 20 Monaten versäumt hatte. Bannister machte zu seiner Verteidigung erfolglos mangelhafte Kommunikation seitens der Dopingbehörden und des Leichtathletikverbandes geltend.
Im Alter von 33 Jahren starb Bannister in den Niederlanden. Medienberichten zufolge handelte es sich um einen plötzlichen Tod ohne Verdacht auf äußere Einwirkungen.